# Bulbophyllum acutibracteatum
Bulbophyllum acutibracteatum là một loài phong lan thuộc chi Bulbophyllum.